# Lynden Pindling
Sir Lynden Oscar Pindling, född 22 mars 1930 i Nassau, Bahamas, Brittiska Västindien, död där 26 augusti 2000, var en bahamansk politiker och advokat. Han tillhörde Progressive Liberal Party och var landets premiärminister mellan 1967 och 1992. Pindling ledde Bahamas till självständighet och betraktas som nationens fader.
Hans 25 år långa regeringsperiod kantades av korruption och en omfattande handel med narkotika, avsedd för marknaden i USA. Pindling förlorade makten 1992 efter att ha blivit återvald fem gånger och avgick som partiledare 1997, efter ett nytt förlustval.
Den internationella flygplatsen i Nassau är uppkallad efter honom.